# Josef Pekař

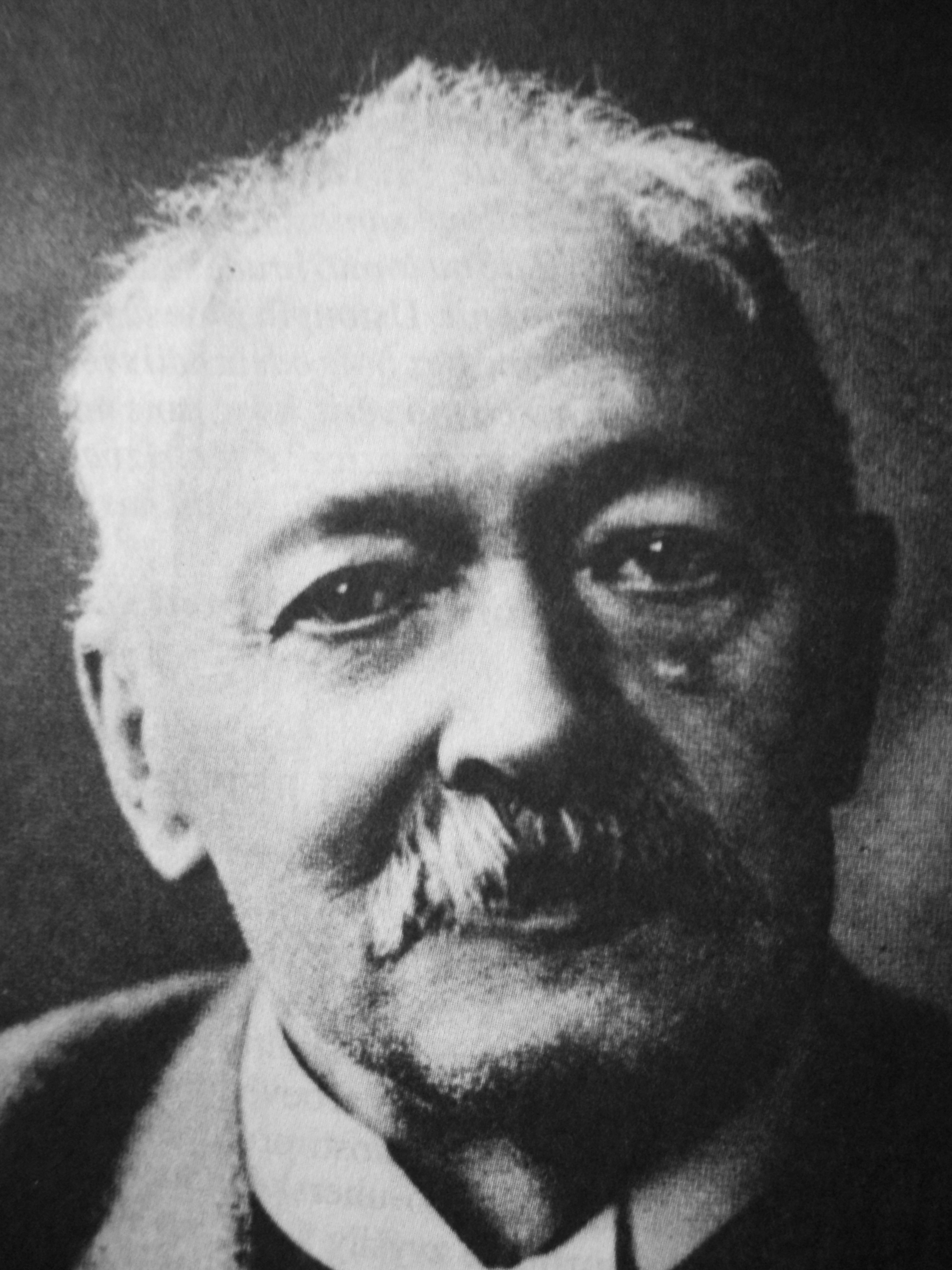
Josef Pekař

Josef Pekař, född 12 april 1870 i Malý Rohozec, död 23 januari 1937 i Prag, var en tjeckisk historiker. 
Pekař blev 1893 filosofie doktor och 1901 professor i österrikisk historia vid Prags tjeckiska universitet. Hans avhandling om Kandidatura křale Přemysla Otakara II na německý trŭn (1892–93) åtföljdes 1895 av den stora studien Dějiny Valdšteinského spiknuti 1630–34 (Wallensteinska sammansvärjningens historia). 
Åren 1898–99 samlade Pekař i bokform sina spridda studier om František Palacký och 1901 sina föreläsningar om husitkrigen. Kníha o Kosti (två delar, 1910–12) innehåller bidrag till trettioåriga krigets historia. Från 1898 var han tillsammans med Jaroslav Goll redaktör för "Ceský časopís historický", där han bland annat publicerade sina studier om den fornslaviska bykommunismen (Ke sporu o zádruhu staroslovanskou, 1900) och om medeltidens bonderörelser i Böhmen (K českým dějinám agrarním ve středověku, 1901).